# Площадь Абельмановская Застава
Площадь Абельма́новская Заста́ва (до 1919 года (или до 1925 года) — Площадь Покро́вской Заста́вы) — площадь в Центральном административном округе города Москвы на территории Таганского района. Площадь расположена на пересечении улиц Абельмановской, Рогожский Вал, Таганской и Нижегородской.

## Происхождение названия
Современное название получила при переименовании в 1919 году (по другим данным, в 1925 году) в честь лидера большевистской организации города Коврова Н. С. Абельмана, делегата V Всероссийского съезда Советов, погибшего в районе Покровской Заставы 7 июля 1918 года во время восстания левых эсеров.

## История
Площадь за свою многолетнюю историю имела несколько названий. Она возникла у Покровской Заставы Камер-Коллежского Вала и получила название площадь Покровская Застава, а застава, в свою очередь, была названа по основанному в 1635 году монастырю Покрова Пресвятой Богородицы. Более позднее название (упоминается в документах об отступлении русских войск из Москвы в 1812 года) — Коломенская Застава — соответствует направлению на город Коломну. В документах также встречаются названия Семёновская Застава и Таганская Застава (на плане Москвы 1825 года).

## Здания и сооружения
Номерной привязки зданий и сооружений к площади нет.

## Транспорт
Площадь асфальтирована, на площади организованы трамвайное движение и автомобильная одноуровневая развязка.
- Станции метро (приблизительно равноудалённо):  Пролетарская,  Крестьянская Застава,  Таганская,  Таганская,  Марксистская,  Площадь Ильича,  Римская
- Железнодорожная платформа  Серп и Молот
- Через площадь проходят трамваи А, 12, 38, 43, 45, 46, автобусы м7, е70, с755, 766, т63, 51, 74, 365, н7